# 馬場馬術

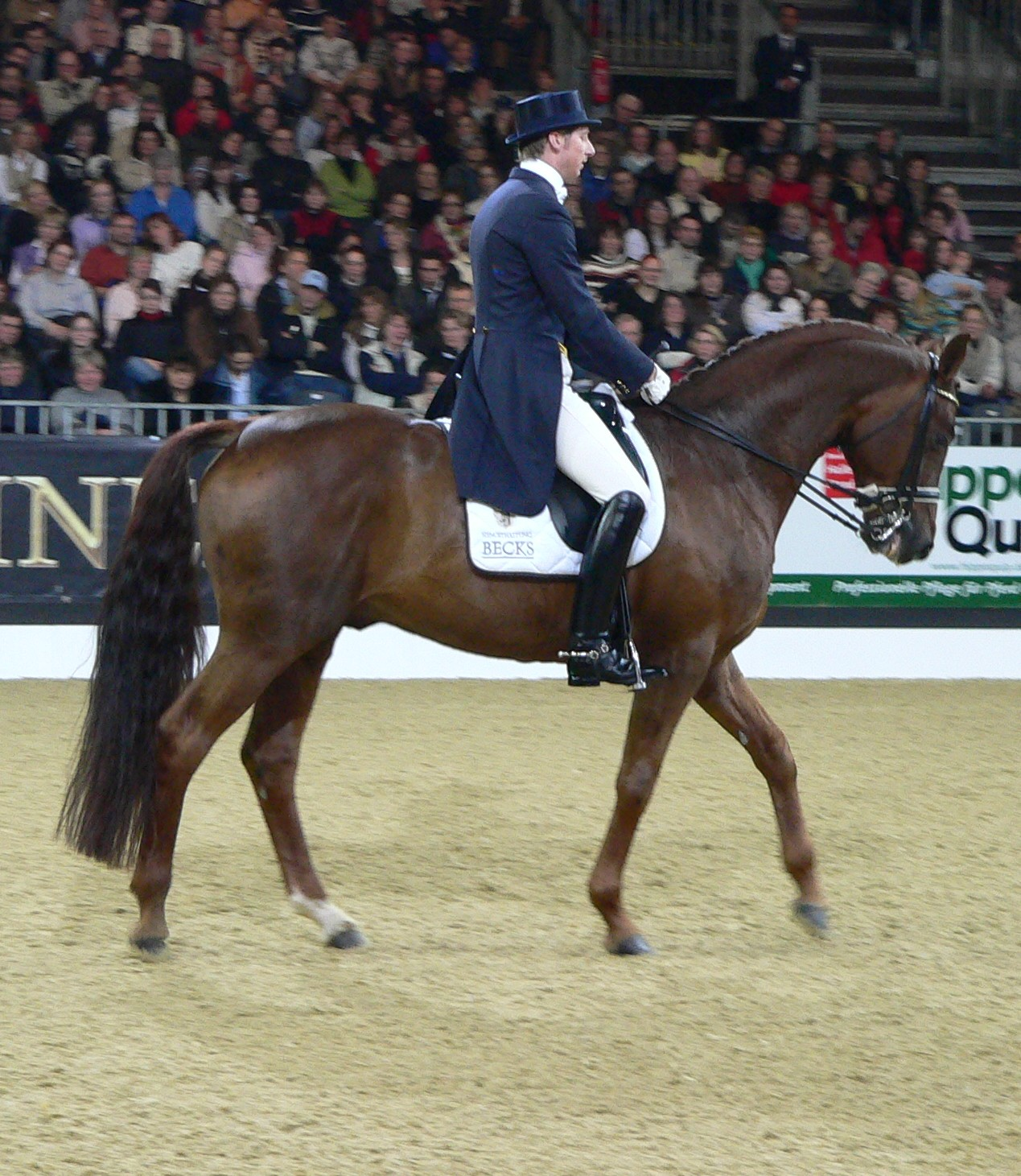
馬場馬術競技の様子

馬場馬術（ばばばじゅつ）、ドレッサージュ (Dressage) は馬術競技の一つで、馬を正確かつ美しく運動させることができるかを競うものである。

## 概要
馬場馬術の演技は、定型の馬場で、1騎ずつ行われる。定められた経路により、例えば「C点からS点でパッサージュ、S点からK点で伸長速歩、K点から再度パッサージュ」といったように定められた歩様（歩法）、歩度、運動課目で図形を描いていく、フィギュアスケートの以前の規定のような種目と、所定の課目を音楽に合わせて自由に組み合わせて行う自由演技（フリースタイル、キュア）とがある。オリンピックやワールドカップなどでは、団体は規定（グランプリ）のみ（個人の予選をかねる）、個人は規定（グランプリ・スペシャル）および自由演技（グランプリ・フリースタイル）の双方で競われる。全日本馬場馬術大会では、グランプリのほか、より競技難易度の低いインターメディエイトI馬場馬術競技、セントジョージ賞典馬場馬術競技などの競技も「全日本」のタイトルをかけて競われている。
それぞれの運動課目を調和を保って正確に行うだけでなく、馬が活発な前進気勢を保ちつつ緊張感なく従順、柔軟に運動を行っており、騎手の意のままに従いつつも、ごくわずかな扶助に応じている結果、あたかも馬自身の意思で運動しているかのような印象を与えることを求められる、人馬一体の競技である。
「ドレッサージュ (dressage)」は元はフランス語で、調教を意味する。高等な馬場馬術は、曲芸を仕込むように運動を記憶させるだけでは行うことができず、馬体の背中など必要な場所へ柔軟な筋肉をつけ、脚を中心として関節の可動域を大きくしていく必要がある。これには数年間にわたる入念な調教が欠かせず、競馬では2歳馬競走などもあるところ、オリンピックなどでの上級馬場馬術は8歳馬以上でないと出場資格を得られない。

## 目的
国際馬術連盟『馬場馬術競技会規程』は、馬場馬術の目的を以下の通り定めている：
馬場馬術の目的は調和のとれた調教により馬を幸あるアスリートに育て上げることにある。その結果、馬は沈着で、関節の柔軟性や伸び伸びとした前進性、筋肉の柔軟性といった数々の上達を見せ、騎手の指示に注意深く敏捷に従い、自信に満ちた演技を見せるようになる。そこに人馬一体の妙技ができあがってゆく。

## 服装
オリンピックやワールドカップ級の上級の大会では、黒または濃紺の燕尾服、トップハット、白またはオフホワイトのキュロット（breeches、乗馬パンツ）、ストックタイまたはネクタイ、手袋、黒の乗馬用ブーツおよび拍車を着用しなければならない。中級の大会では、乗蘭（乗馬ジャケット）、ボーラーハットの着用が認められている。競技課目ではインターミディエイトより難易度の高い競技で燕尾服着用とする例が多い。近年安全面を考慮し、トップハットに代わって乗馬用ヘルメットの着用が、上級大会でも認められている。オリンピック連覇の シャーロト・ドュジャーデーン（イギリス） は積極的にヘルメットを着用している。また、大会によってはヘルメットの着用を義務付けている場合がある。
軍人、警官、騎兵学校の学生等は制服を着用できる。

## 競技馬場

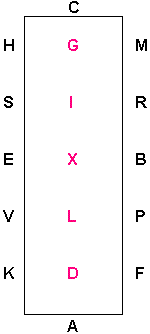
競技馬場 20m * 60m

競技用の馬場（アリーナ）は、高さ30cmほどの白い柵で矩形に囲まれている。馬場の大きさは、通常は幅20m長さ60mである。ただし、日本馬術連盟制定の「馬場馬術競技第2課目2004」のような初級人馬向けの競技では、幅20m長さ40mの小さ目の馬場が用いられる。
課題運動を行う目安となる標記（英字マーク）は、入退場場所となる短蹄跡中央のA点から、時計回りにK、V、E（長蹄跡中央）、S、H、C（短蹄跡中央）、M、R、B（長蹄跡中央）、P、Fの各点であり、馬場柵そのものに記号が付けられるほか、馬場柵の外側50cmにも標記が置かれる。K、H、M、Fの各点は、短蹄跡から6mに位置し、長蹄跡の標記は12m間隔で置かれる。A／C間の中央線上には、D、L、X（馬場中央）、I、Gの各点が置かれるが、標記は記されない。
20m*40mの馬場では、蹄跡上のV、S、R、Pおよび中央線上のL、Iの各点を用いない。
審判長席は、入退場を行うA点の正面であるC点の外側に置かれる。審判が5人つく上級競技では、審判長席の両側（短蹄跡のH、M点よりの角から各2.5m）と、長蹄跡の中央であるE、Bの両点の外側に審判席が置かれる。

## 採点
馬場馬術競技は、人馬のレベルに応じて難易度の違う競技課目ごとに規定されている演技を行う。
審判員は、各運動課目（馬場のどこで、どのような運動を行うか）ごとに、決められた着眼点（例えばパッサージュなら躍動感と整正）により、手元の採点表に10点満点（一部に係数が2倍で実質20点満点の運動課目がある）で採点していく。さらに、演技が終わった後に、総合観察（1.運歩、2.推進気勢、3.従順性、4.騎手の姿勢、騎座：正確かつ有効な扶助）の採点が記され、減点（運動の課目の誤りと運動を抜いた場合）が行われる。
最も難易度の高い「FEIグランプリスペシャル馬場馬術課目2003」は500点満点（うち総合観察80点）であり、審判員5名で合計2,500が満点となる。各人馬の得点は、小数点第3位（第4位以下切り捨て）の百分率（パーセンテージ）で発表される（例：2006年FEI馬術世界選手権大会グランプリスペシャル金メダルのイザベル・ベルトとサッチモ号は79.480％）。
採点数とその意味は以下の通り。
| 採点数 | 評価（日本語） | 評価（英語） |
| ------ | -------------- | ------------ |
| 10点   | 優秀           | EXCELLENT    |
| 9点    | 極めて良好     | VERY GOOD    |
| 8点    | 良好           | GOOD         |
| 7点    | かなり良い     | FAIRLY GOOD  |
| 6点    | 満足すべき演技 | SATISFACTORY |
| 5点    | 先ず可とする   | SUFFICIENT   |
| 4点    | 不十分         | INSUFFICIENT |
| 3点    | やや不良       | FAIRLY BAD   |
| 2点    | 不良           | BAD          |
| 1点    | 極めて不良     | VERY BAD     |
| 0点    | 不実施         | NOT EXECUTED |